# Chatan Chōchō
Chatan Ueekata Chōchō (北谷 親方 朝暢) (28 novembre 1607 – 11 juillet 1667) aussi connu sous son nom de style chinois Shō Kokuyō (向 国用), est un aristocrate et fonctionnaire du gouvernement du royaume de Ryūkyū. Il est membre du Sanshikan de 1652 à 1666.